# Durankulak
Durankulak és un jaciment arqueològic que es troba a la província de Dòbritx de Bulgària. És al voltant del llac Durankulak, en la denominada illa Gran i a la riba occidental. El jaciment fou excavat entre els anys 1974 i 1997 sota la direcció d'Henrietta Todorova.

## Assentaments
A l'àrea del llac de Durankulak les primeres restes d'assentaments pertanyen al Neolític tardà, cap al mil·lenni VI abans de la nostra era. A Nivata, situada a la costa occidental, s'han trobat restes de diferents fases de la cultura de Hamangia. Al final d'aquesta època l'assentament es traslladà a l'anomenada illa Gran (en realitat una península), i va perdurar durant l'Eneolític. Alguns horitzons estratigràfics d'aquest jaciment pertanyen a diferents fases de la cultura de Varna.
També s'han trobat restes d'un assentament fortificat de l'edat del bronze tardana. En el període hel·lenístic, al segle iv abans de la nostra era a l'illa Gran s'excavà en una cova un temple dedicat a Cíbele. Aquesta àrea estigué habitada fins al primer quart del segle ii ae, quan es va abandonar potser per l'augment del nivell de les aigües, o per altres motius.
En l'edat mitjana, a partir del segle vi hi hagué un assentament a la mateixa cova que durà poc de temps i fou destruït per un incendi. Després, a partir dels segles IX-X s'hi construïren edificis residencials que es van estendre per tota l'illa.

Pla de l'assentament de l'Eneolític tardà, cultura de Varna
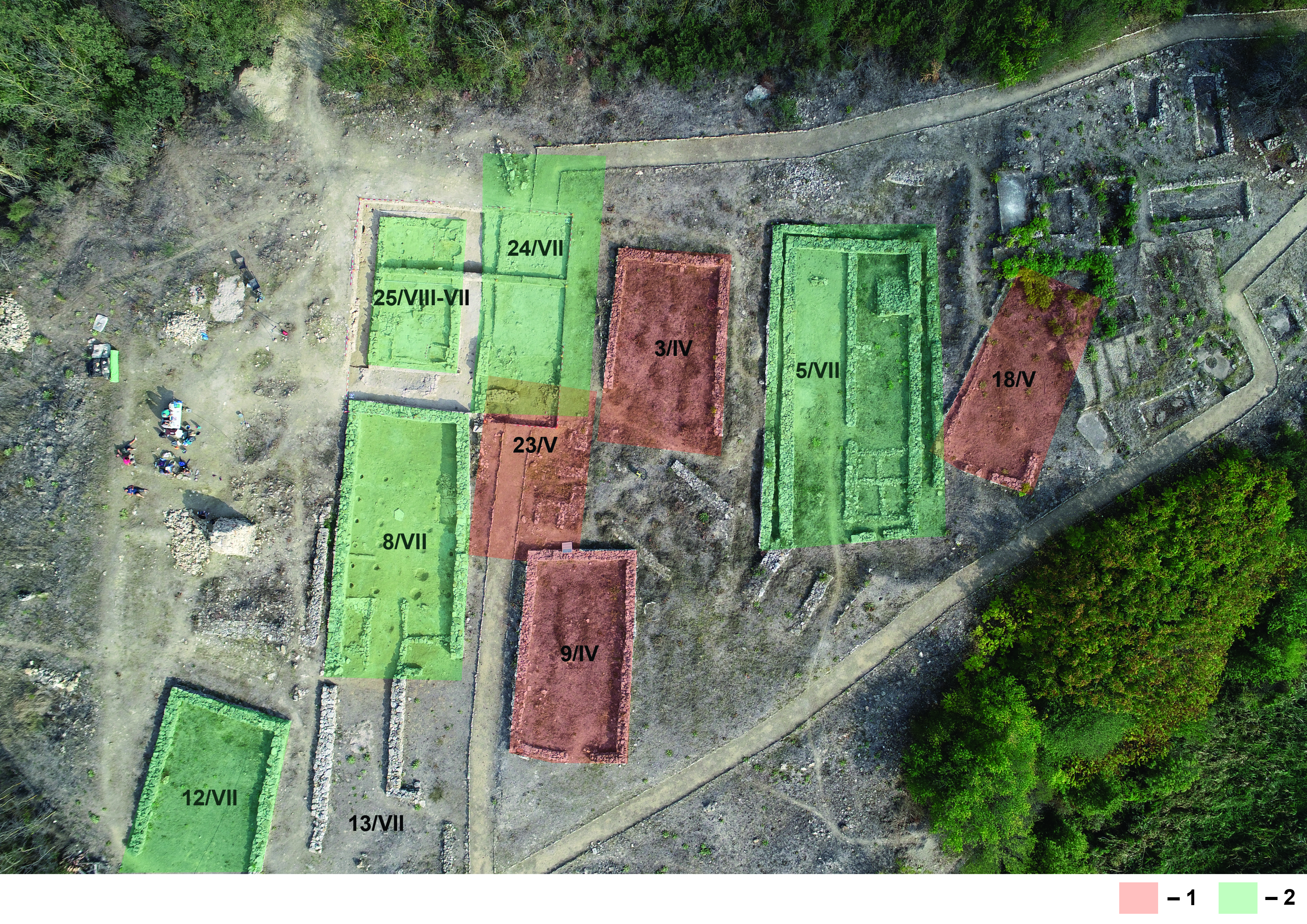
Fotografia dels edificis de l'illa Gran de l'Eneolític primerenc i tardà
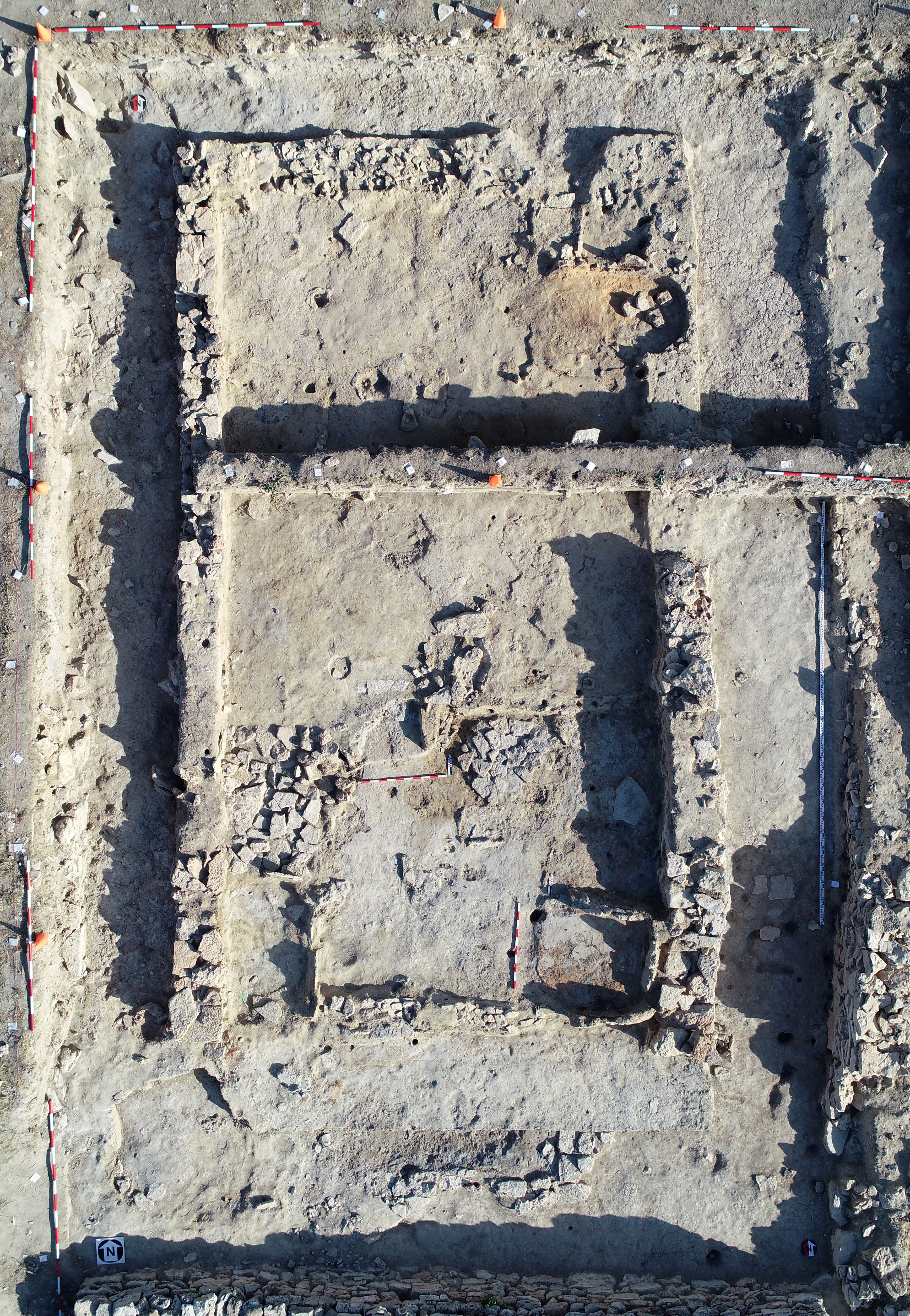
Fotografia de l'edifici 25 cultura de Hamangia IV
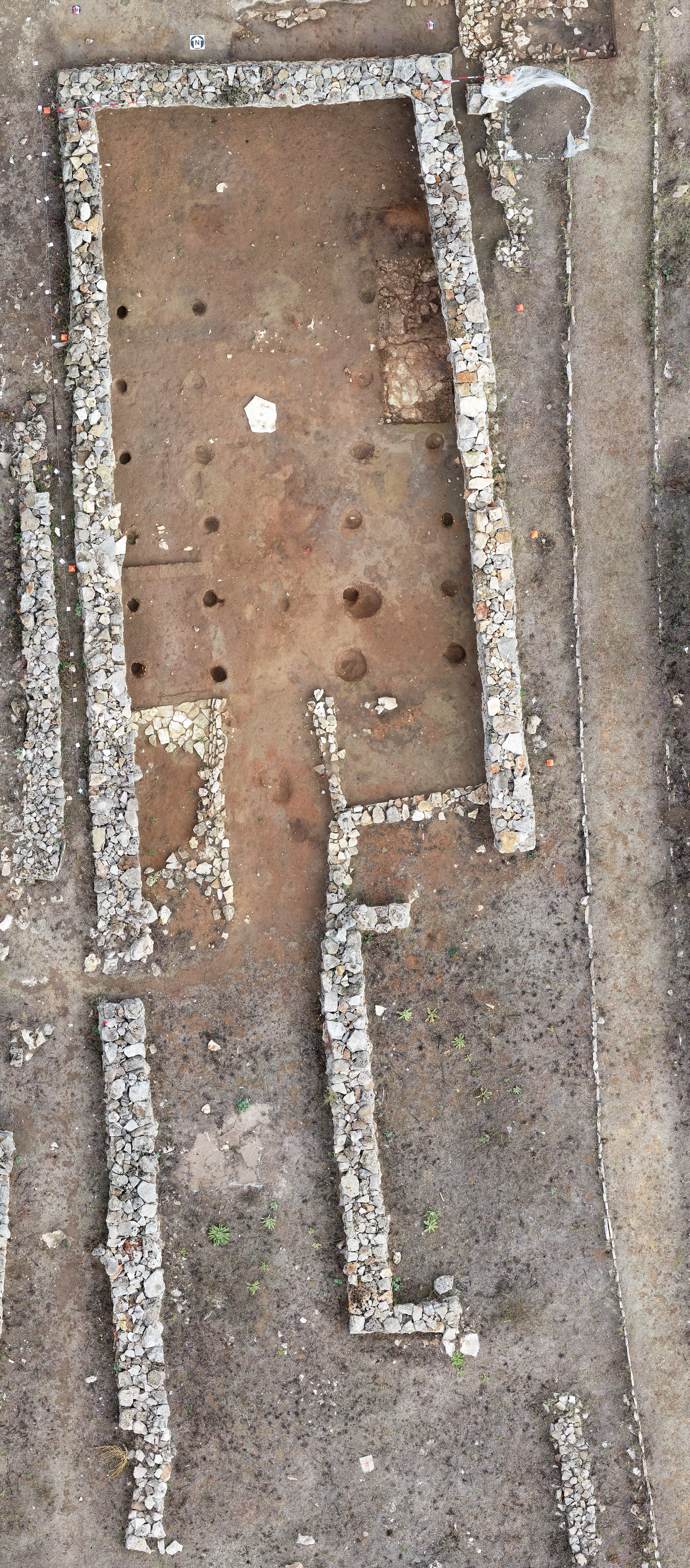
Fotografia de l'edifici 8 cultura de Hamangia IV

## Troballes
En aquest jaciment s'han trobat 1.204 tombes dels períodes neolític i Eneolític, i a més a més d'ossos humans hi han aparegut atuells de fang, estatuetes, eines de pedra, os i metall, i adorns. Al 4200 abans de la nostra era va desaparéixer el poblat. Aquest abandó s'ha atribuït a una catàstrofe per l'augment del nivell de la mar a causa de temperatures massa elevades. És possible que algunes de les tombes de la costa occidental siguen inaccessibles perquè poden ser a massa profunditat. A l'illa Gran s'han trobat restes d'un gran edifici palatí, temples, un taller metal·lúrgic i edificis residencials.
Les troballes relacionades amb l'arquitectura monumental de pedra, l'extracció i comerç de spondylus i les activitats metal·lúrgiques mostren una evolució molt desenvolupada per a mitjan mil·lenni V ae.
De l'època hel·lenística destaquen els objectes relacionats amb el santuari de Cíbele.

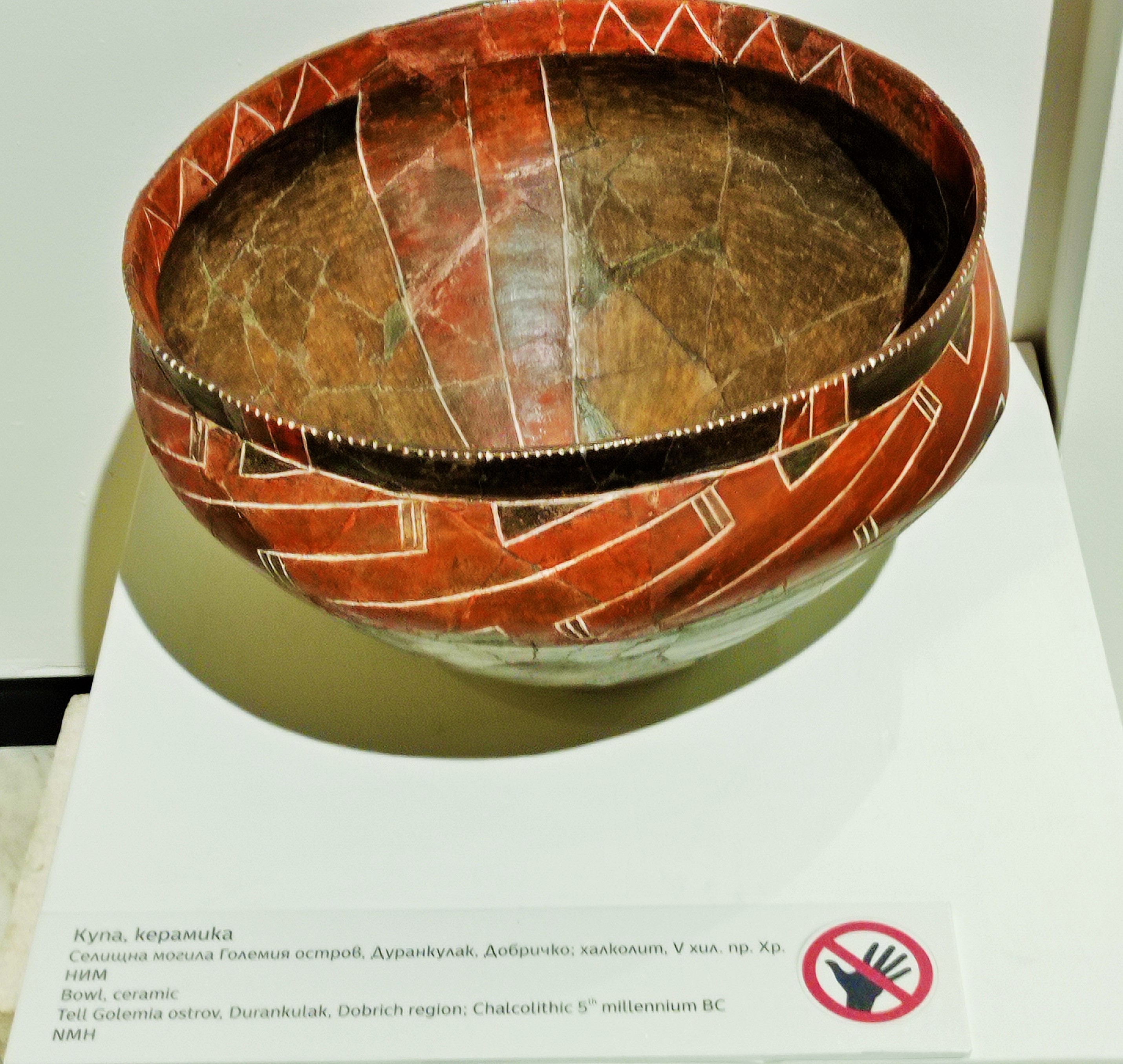
Peça de ceràmica del mil·lenni V ae, cultura de Hamangia IV
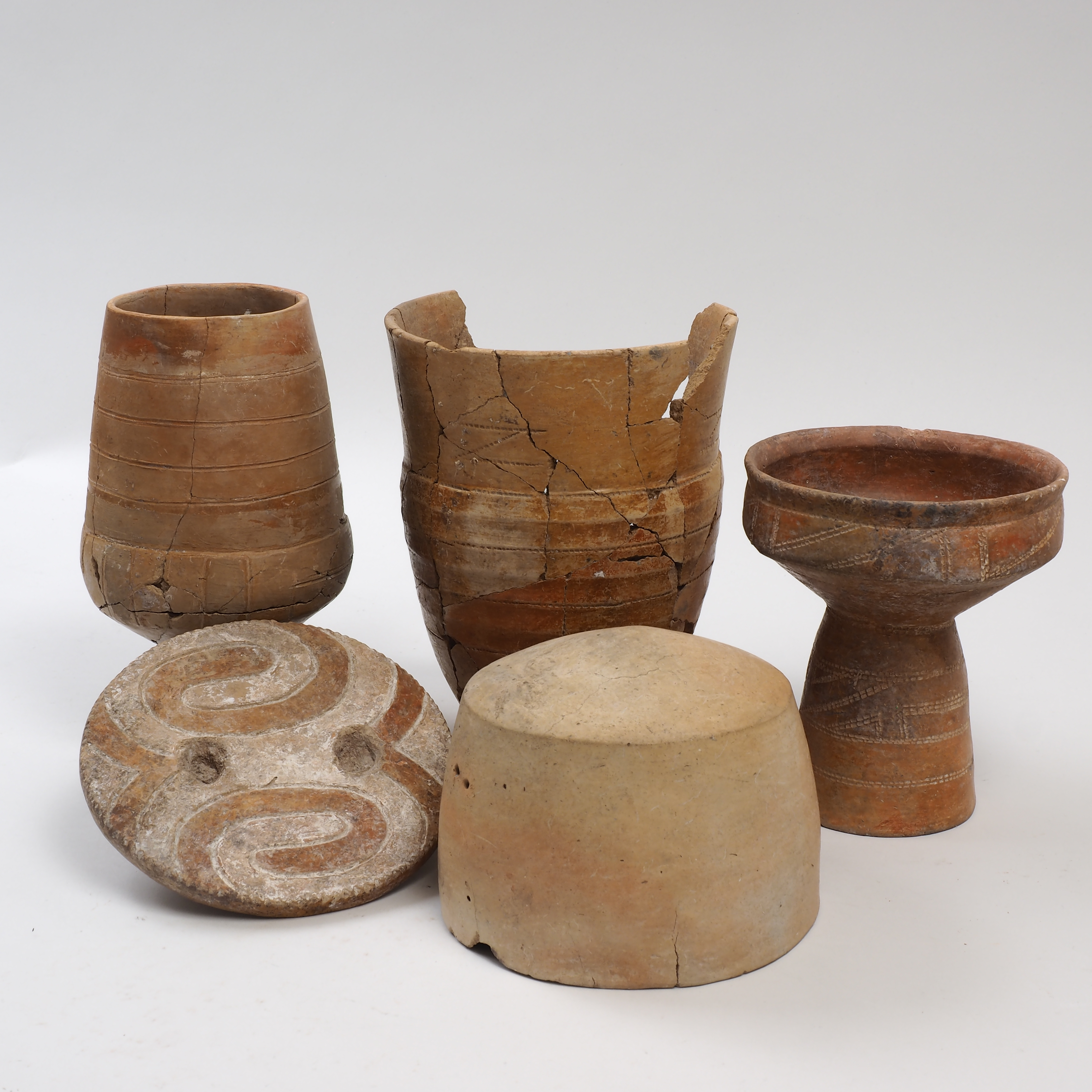
Atuells de l'Eneolític, cultura de Hamangia IV
Atuell de l'Eneolític
Esquelets del mil·lenni V ae amb joies i dipòsit funerari